# Wassaman United
Wassaman F.C. (offiziell: Wassaman United Football Club) ist ein Fußballverein aus dem ghanaischen Tarkwa.

## Geschichte
Der Verein wurde 2008 als FC Medeamaa gegründet und wurde 2010 umbenannt als der damalige Besitzer Moses Armah den Erstligisten Kessben FC aufkaufte. Wassaman trägt seine Heimspiele im Tema Sports Stadium aus und stieg im September 2010 zur Saison 2011/12 in die Ghana Premier League auf. Am 27. Mai 2012 holten sie ihren letzten Globacom Premier League Sieg und stiegen in die Poly Tank Division One League ab.

### Betreuerteam
Chef-Trainer
- Herbert Addo

Co-Trainer
- Ben Zola[7]

General Manager
- Kurt Okraku[8]

## Bekannte Spieler
- Stephen Ahorlu (ghanaischer Nationalspieler)
- Kweku Essien (ehemaliger Nationalspieler und Profi bei VfL Osnabrück, Hertha BSC und FC Ashdod)[9]
- Aboubakar Mahadi (ehemaliger Juniorennationalspieler und Auslands-Profi bei ASEC Mimosas und Kaduna United)
- Philemon McCarthy (zweimaliger Nationalspieler von Ghana)
- Joseph Tetteh-Zutah (Teilnehmer für Ghana an der 2011 Summer Universiade)[10]

## Titel
als FC Medeamaa
- 2008: 12th Central Region Second Division
- 2009: Middle League
- 2010: Poly Tank Division One League (Meister Gruppe 2 B)

## Trainer
- 2011: Paa Kwesi Fabin[11]
- 2011 bis heute: Herbert Addo